# Acanthaeschna victoria
Acanthaeschna victoria är en trollsländeart som beskrevs av Martin 1901. Acanthaeschna victoria ingår i släktet Acanthaeschna och familjen mosaiktrollsländor. IUCN kategoriserar arten globalt som sårbar. Inga underarter finns listade i Catalogue of Life.